# Ковальчук, Владимир Александрович (волейболист)
Владимир Александрович Ковальчук (укр. Владимир Александрович Ковальчук; 22 апреля 1984, Ровно, Украинская ССР, СССР) — украинский волейболист, связующий.

## Спортивная карьера
Родился 22 апреля 1984 года в Ровно.
С 2003 по 2008 годы выступал за харьковский клуб «Юракадемия», после чего выступал за «Азот» из Черкасс. С 2011 по 2013 годы играл за Крымсоду. Далее выступал за «Локомотив» (2013—2017). Летом 2017 года российский клуб «Дагестан» из Махачкалы возглавил украинец Юрий Филиппов, который пригласил в команду Ковальчука. В 2018 году перешёл в израильский «Хапоэль Матте Ашер». Далее выступал за «Строитель» из Минска и чешскую «Дуклу». С 2021 года играет за румынский клуб «Залэу».

## Достижения

### Командные
«Локомотив» Харьков
Чемпион Украины: (4)
- 2013/14; 2014/15; 2015/16; 2016/17

Обладатель Кубка Украины: (3)
- 2013/14; 2014/15; 2015/16

Обладатель Суперкубка Украины: (1)
- 2017;

 «Хапоэль»  Матте Ашер
Чемпион Израиля: (1)
- 2019

 «Жайык» Уральск
Чемпион Казахстана: (1)
- 2025

### Личные
- Символическая сборная Евролиги 2017 (вместе с партнерами по команде Максимом Дроздом и Алексеем Клямаром)